# Richarda de Sualafeldgau
Richarda de Sualafeldgau (în germană Richwara, Richwarda, Richwardis sau Rikchard; n.c. 945/950 – d. 8 iulie 994) a fost din 976 până în 994 soția primului margraf al Austriei Leopold I de Babenberg.

## Biografie
Descendența ei nu a fost cu exactitate stabilită. Este posibil ca Richarda să fi fost o fiică a contelui franconian Ernest al IV-lea de Sualafeldgau sau a contelui Erenfried al II-lea din familia Ezzonizilor și a soției sale Richwara de Zülpichgau. Probabil a fost înrudită și cu Adalbero de Eppenstein, duce al Carintiei din 1011/1012 până în 1035. 
Richarda s-a căsătorit cu Leopold I de Babenberg (n.c. 940 – d. 994) la o dată necunoscută. Soțul ei a devenit margraf al Austriei pe 21 iulie 976, după ce împăratul Otto al II-lea i-a retras margrafiatul lui Burkhard.

## Descendenți
Din căsătoria Richardei cu Leopold I au rezultat nouă copii:
- Henric I, margraf al Austriei între 994 și 1018 ca succesor al lui Leopold I;[2]
- Iudita;[2]
- Ernest I, duce al Suabiei între 1012 și 1015, căsătorit cu Gisela, fiica ducelui Hermann de Suabia;[2]
- Poppo, arhiepiscop de Trier între 1016 și 1047;[2]
- Adalbert, margraf al Austriei între 1018 și 1055 și succesorul fratelui său Henric I;[2]
- Luitpold I, arhiepiscop de Mainz din 1051 până în 1059;[3]
- Cunigunda;[2]
- Hemma, căsătorită cu contele Rapoto de Dießen;[2]
- Christina, retrasă într-o mănăstire din Trier.[2]